# Альтер (молодіжний театр)

Афіша театру «Альтер» з повідомленням про виставу в Дрогобицькому муздрамтеатрі.

Альтер — молодіжний студентський театр, який розташований у  м. Дрогобич Львівської області. 
На базі студентського театру 6 жовтня 2008 року заснована Громадська організація «Творче об’єднання «Альтер». Театр діє у Дрогобичі з 2003 року при Полоністичному науково-інформаційному центрі ім. Ігоря Менька Дрогобицького державного педагогічного університету ім. Івана Франка. Режисер театру — Андрій Юркевич.

## Історія
Історія «Альтеру» почалась у липні 2004 року в рамках І Міжнародного Фестивалю Бруно Шульца у Дрогобичі, коли було презентовано першим спектакль «Demiurgos плюс», який був поставлений під керівництвом Ігоря Менька та Галини Далявської.
«Альтер» реалізував театральний проект у Перемишлі (Польща, 2008) в рамках проекту польсько-української співпраці Фонду PAUCI; виступив у рамках польсько-українського хеппенінгу в Перемишлі (Польща, 2008). Театр «Альтер» вже як громадська органцізація брав участь у міжнародному фестивалі «MitOst» (Ужгород, 2008), де здійснив драматичну постановку за творами Бруно Шульца. Також  брав участь у міжнародних акторських майстер-класах «Школа Польської Культури – Студії Герберта» у Кракові (Польща, 2008).
17 квітня 2012 року театр взяв активну участь в святкуванні Великої Гаївки, під час якої було встановлено національний рекорд України за кількістю учасників гаївки, що було зафіксовано представниками «Книги рекордів України».

## Театральні постановки
- «Demiurgos плюс» (2004)
- «Per aspera…» (за мотивами повісті Івана Франка «Сойчине крило») (прем’єра: 25 грудня 2005 р.)
- «Я є Світлом» (2005),
- «Ніч на полонині» (за мотивами однойменної п’єси Олександра Олеся, режисер Олександр Латишев
- «Schulzland» — театрального і мультимедійного проекту (5 листопада 2007 р.)
- «Вертеп». Прем'єра відбулася 6 січня 2008 р. у Дрогобицькому костьолі св. Варфоломія